# Carl Starfelt
Carl Anders Theodor Starfelt (sinh ngày 1 tháng 6 năm 1995) là một cầu thủ bóng đá người Thụy Điển thi đấu cho câu lạc bộ Nga Rubin Kazan ở vị trí trung vệ.

## Sự nghiệp
Starfelt khởi nghiệp tại Brommapojkarna và thi đấu tại đây cho đến hết mùa giải 2018. Anh có màn ra mắt ở Allsvenskan trong trận gặp Kalmar FF vào ngày 30 tháng 3 năm 2014. Anh chuyển sang thi đấu cho IFK Göteborg 2 mùa giải trước khi sang Nga, khoác áo Rubin Kazan vào ngày 13 tháng 7 năm 2019.

## Thống kê sự nghiệp

### Câu lạc bộ
Tính đến 20 tháng 12 năm 2020 
| Câu lạc bộ          | Mùa giải            | Giải quốc nội          | Giải quốc nội | Giải quốc nội | Cúp  | Cúp | Châu lục | Châu lục | Tổng cộng | Tổng cộng |
| Câu lạc bộ          | Mùa giải            | Hạng đấu               | Trận          | Bàn           | Trận | Bàn | Trận     | Bàn      | Trận      | Bàn       |
| ------------------- | ------------------- | ---------------------- | ------------- | ------------- | ---- | --- | -------- | -------- | --------- | --------- |
| IF Brommapojkarna   | 2013                | Allsvenskan            | 0             | 0             | 0    | 0   | —        | —        | 0         | 0         |
| IF Brommapojkarna   | 2014                | Allsvenskan            | 20            | 0             | 2    | 0   | 4        | 0        | 26        | 0         |
| IF Brommapojkarna   | 2015                | Superettan             | 16            | 0             | 4    | 0   | —        | —        | 20        | 0         |
| IF Brommapojkarna   | 2016                | Ettan                  | 22            | 1             | 1    | 0   | —        | —        | 23        | 1         |
| IF Brommapojkarna   | 2017                | Superettan             | 27            | 1             | 5    | 0   | —        | —        | 32        | 1         |
| IF Brommapojkarna   | Tổng cộng           | Tổng cộng              | 85            | 2             | 12   | 0   | 4        | 0        | 101       | 2         |
| IFK Göteborg        | 2017                | Allsvenskan            | 30            | 0             | 4    | 0   | —        | —        | 34        | 0         |
| IFK Göteborg        | 2018                | Allsvenskan            | 14            | 1             | 0    | 0   | —        | —        | 14        | 1         |
| IFK Göteborg        | Tổng cộng           | Tổng cộng              | 44            | 1             | 4    | 0   | —        | —        | 48        | 1         |
| Rubin Kazan         | 2019–20             | Russian Premier League | 10            | 0             | 1    | 0   | 0        | 0        | 11        | 0         |
| Rubin Kazan         | 2020–21             | Russian Premier League | 18            | 2             | 2    | 0   | 0        | 0        | 20        | 2         |
| Rubin Kazan         | Tổng cộng           | Tổng cộng              | 28            | 2             | 3    | 0   | 0        | 0        | 31        | 2         |
| Tổng cộng sự nghiệp | Tổng cộng sự nghiệp | Tổng cộng sự nghiệp    | 157           | 5             | 19   | 0   | 4        | 0        | 180       | 5         |

## Danh hiệu
IF Brommapojkarna
- Superettan: 2017